# پارواتی جایارام
پارواتی جایارام (به انگلیسی: Parvathy Jayaram) (زاده ۱۸ دسامبر ۱۹۷۱) بازیگر سابق و رقصنده آمریکایی است.
از کارهای معروف او می‌توان به بازی در فیلم روزها و شب‌ها اشاره کرد.

## فیلم‌شناسی
فهرست برخی از فیلم‌هایی که پارواتی جایارام در آن‌ها به ایفای نقش پرداخته است:
- روزها و شب‌ها (۱۹۸۸)
- ۱۹۲۱ (۱۹۸۸)
- معنی (۱۹۸۹)
- خیلی خیلی دور (۱۹۹۰)
- کمیاب (۱۹۹۱)